# 제이슨 리잭
제이슨 에드워드 리잭(영어: Jason Edward Lezak, 1975년 11월 12일 ~ )은 미국의 수영 선수이다. 어바인 출신으로 올림픽 경기에 여러 번 출전하였다.

## 같이 보기
- 올림픽 다관왕 목록
- 올림픽 수영 남자 메달리스트 목록
- 수영 세계 기록 목록
- 수영 계영 400m 세계 기록 추이
- 수영 혼계영 400m 세계 기록 추이